# Sumińskie Jezioro
Sumińskie Jezioro – jezioro na Kociewiu, położone w gminie Starogard Gdański (powiat starogardzki, województwo pomorskie), ok. 10 km na południowy zachód od Starogardu Gdańskiego.

## Hydronimia
Według urzędowego spisu opracowanego przez Komisję Nazw Miejscowości i Obiektów Fizjograficznych (KNMiOF) nazwa tego jeziora to Sumińskie Jezioro.

## Morfometria
Powierzchnia zwierciadła wody według różnych źródeł wynosi od 95,4 ha do 98,9 ha.
Zwierciadło wody położone jest na wysokości 99,3 m n.p.m. lub 99,7 m n.p.m. Średnia głębokość jeziora wynosi 3,4 m, natomiast głębokość maksymalna 6 m lub 7,0 m.
W oparciu o badania przeprowadzone w 1999 roku wody jeziora zaliczono do wód pozaklasowych.